# Korostowice
Korostowice (ukr. Коростовичі) – wieś na Ukrainie, w  obwodzie iwanofrankiwskim, w rejonie halickim.